# As-mineur
as-mineur of as-klein (afkorting: A♭m) is een toonsoort met als grondtoon as.

## Toonladders
De voortekening telt zeven mollen: bes, es, as, des, ges, ces en fes. Het is de parallelle toonaard van Ces-majeur. De enharmonisch gelijke toonaard van as-mineur is gis-mineur.
Er bestaan drie mogelijke varianten van as-mineur:
- Natuurlijke mineurtoonladder: as - bes - ces - des - es - fes - ges - as

- Harmonische mineurladder: as - bes - ces - des - es - fes - g - as

- Melodische mineurladder: as - bes - ces - des - es - f - g - as

## Bekende werken in as-mineur
- Marcia funebre sulla morte d'un eroe uit Pianosonate nr. 12 (1800-1801) - Ludwig van Beethoven
- Evocación uit Iberia (1906-1909) - Isaac Albéniz
- Concerto voor twee piano's en orkest (1912) - Max Bruch